# 布亚尔·尼沙尼
布亚尔·法伊克·尼沙尼（1966年9月29日—2022年5月28日）。出生姓亦稱梅赫默蒂（Mehmeti）。於2012年至2017年担任阿尔巴尼亚总统，由于当选总统，他不得不辞去阿尔巴尼亚民主党党员、议员和内政部长职务。尼沙尼获得总统选举中140票的73票。2022年5月28日，尼沙尼因感染新冠病毒引发的并发症在德国一家中医院去世，享年55岁。

## 个人生活和教育
尼沙尼出生在阿尔巴尼亚都拉斯。1988年斯坎德培军事大学毕业，1996年先后在美国圣安东尼奥、德克萨斯州和加利福尼亚学习。2004年他在地拉那大学法律系毕业。尼沙尼患有一种疾病。他动过大脑血管手术，令他的左手和左腿移动有困难。他和妻子Odeta Nishani有两个孩子Ersi和Fiona。

## 政治
1991年尼沙尼加入了阿尔巴尼亚民主党，在共产主义垮台后，他在阿尔巴尼亚国防部担任首席外交关系官员，然后在外交部担任与北约关系负责人。1996年返回担任国防部官员。
1997年在民主党议会选举失利，他失去了工作，任非政府组织的欧洲-大西洋军事主席。2001年他当选民主党地拉那分部总书记，2004年当选地拉那市议会成员。
2005年他击败警察和安全部长托斯卡（Igli Toska）赢得了首都第34选举区选举，领导国家安全议会委员会。2007年3月被总理贝里沙任命为内政部长，第二次选举胜利后，他被提名为司法部长。2011年他取代卢尔齐姆·巴沙任内政部长。
2012年6月12日在赢得总统选举后尼沙尼辞去内政部长职务。